# 전설의 용자 다간
《전설의 용자 다간》(일본어: 伝説の勇者ダ・ガーン 덴세쓰노 유샤 다간[*])은 1992년 2월 8일부터 1993년 1월 23일까지 나고야 TV 방송·TV 아사히 계열에서 방영된 선라이즈 제작의 SF 로봇 애니메이션 작품이자 주인공 로봇의 명칭이다. 1990년대를 대표하는 로봇 애니메이션 시리즈인 용자 시리즈의 3 번째 작품이며, 야타베 시리즈 3부작의 최종작이기도 하다.
브레이브 사가 1998년 스토리에서는 《용자 엑스카이저》와 《태양의 용자 파이버드》의 세계관을 공유하고 있다.
한국어 더빙은 1994년 비디오 출시, 1996년 12월 9일부터 1997년 4월 21일까지 KBS 2TV 방영, 1998년 4월 6일부터 6월 12일까지 SBS 방영으로 무려 3가지 더빙판이 존재하며, 각각 명칭과 성우진이 달라 팬들 사이에서도 기호도와 명칭이 엇갈린다. 비디오로는 《하이퍼 다간》, KBS에서는 《그레이트 다간》, SBS에서는 《전설의 용사 다간》이라는 명칭으로 출시 및 방영되었다.(하지만 비디오와 KBS판의 주제가 및 내용에서도 전설의 용사라는 수식어가 언급된다.)

## 스토리
어느 날 갑자기 알 수 없는 외계인 오보스 일당이 지구를 침략한다. 그들의 목적은 지구가 가진 "행성에너지"라 불리는 에너지를 빼앗는 것. 혹성에 다섯 군데씩 존재하는 "개방점"이 캐어진 혹성은 불길에 휩싸여 생명력을 잃게 된다고 한다.
우연히 지구의 분신인 보석 "오린"을 손에 넣게 된 초등학생 다카스기 세이지는, 지구가 탄생시킨 여덟 용자들의 대장이 된다. 용자는 세계각지에 보석구슬(용자의 돌) 형태로 잠들어 있지만, 현대인이 만든 기계와 일체화하여 로봇으로 변신, 세이지의 지시에 따라 싸운다.
이리하여, 지구의 운명을 짊어진 전설의 용자로봇과 오보스 일당의 싸움이 시작되었다.

## 개요

### 특징
소위 이르는 "야타베(谷田部) 용자 3부작"의 마지막인 이 작품은, 전 두 작품에서 얻은 노하우를 살리며 새로운 요소를 넣는 등의 시도를 한 의욕작이라 할 수 있다.
먼저, 전 두 작품이 1화 완결의 단순명쾌한 전개를 기본으로 하고 있었던 것에서, 이 작품은 스토리성에 깊이를 주고자 전체적인 스토리라인의 연속성을 부여했다. 이것에 따라, 여름 때부터는 전작까지 거의 볼 수 없었던 여러 화에 걸친 연속 에피소드가 자주 보이게 되었다.
또한, 등장하는 로봇 기체의 모티브가 각각 흩어져 있던 전 두 작품과 달리, 이 작품에서는 아군은 물론 적군까지 계통화 및 통일화를 시도했다.
한편, 이 작품부터 등장인물의 캐릭터성을 깊게 파고들어 그리는 시도가 있었으며, 이는 후속인 다카마쓰 용자 3부작(용자특급 마이트가인, 용자경찰 제이데커, 황금용자 골드런)에도 이어진다. 그리고, 이 작품부터 "주인공 소년이 용자로봇들의 총사령관이 되어, 주인공이 합체명령을 한다"는 법칙이 생기게 되는데 이것 또한 《황금용자 골드런》까지 이어지게 된다.

### 로봇
일반적으로 서브로봇을 구성하는 로봇의 리더 기체는, 초기의 합체시에 머리부에 위치하는 경우가 많은데, 이 작품은 그 경우에 해당하는 경우가 없으며, 모든 서브로봇에게 있어서 리더 기체가 머리 외의 부분을 담당한다는 패턴이다.
이외, 용자 시리즈에 있어서는 첫 전동 특수효과를 탑재한 가온이나, 트랜스포머에 이어 재사용한, 시리즈에서는 첫 상품화가 된 레드가이스트 등, 완구적 측면에서도 다음 시리즈에 끼친 영향은 매우 크다고 할 수 있다. 그리고, "다간"이라는 이름은 완구업계에서 남아용 완구를 가리키는 용어인 단간(男玩 남완)에서 왔다.

### 주요 주제
이 작품의 주제로는 "지구 환경"이 첫째로 꼽힌다. 이러한 요소는, 다간 용사들이 지구의 분신인 것과, 자연식 레스토랑 쓰쿠시(つくし)의 존재, 생명에너지라는 설정 등, 작중 여러 군데에서 그려지고 있고, 특히 지구의 목소리를 들을 수 있는 사쿠라코지 호타루의 존재는 이 주제를 체현함과 동시에 작중에서도 중요한 존재로서 그려지고 있다고 할 수 있다.
이후 다카마쓰 3부작에서도 주요 주제가 된 "권선징악의 부정" 또한 나타났다. 극중 끝까지 오보스군의 간부로 남아 죽은 악당은 렛드론과 시안 뿐이며, 붓쵸는 다간의 편이 되고 비올레체와 핑키는 결국 오보스를 버리고 떠난다. 이와 같이 "적을 쓰러뜨리고 죽이는 것이 전부가 아니다"라는 개념이 용자 시리즈 중에서는 처음으로 도입된 작품이다. 그러나 한번 악에 물든 자가 살아남기 위해서는 그에 상응하는 대가가 필요하다고 표현하고 싶었던 것인지, 전부 어느 정도의 벌을 받게 되었다.

### 작품 평가
마찬가지로 , 후속 작품에 이어지게 되는 여러 시도를 한 작품이지만, 그 높은 스토리성과 개성적 설정, 개성적인 캐릭터의 존재에 따라 국내 방영 당시에 어마어마한 인기를 누렸으며, 아직도 무수히 많은 팬을 가지고 있다.
하지만, 야타베 용자 3부작의 첫 번째 작품이자 용자물의 첫 번째 작품이었던 《용자 엑스카이저》나, 야타베 용자 3부작의 두 번째 작품이자 전작인 태양의 용자 파이버드, 그리고 후에 만들어진 "다카마쓰 용자 3부작(용자특급 마이트가인, 용자경찰 제이데커, 황금용자 골드런)" 등의 작품에 비해서 약간 지명도가 떨어지는 것은 부정할 수 없다.
또한, 이 작품 감독인 야타베의 스승에 해당하는 도미노 요시유키는, 방영당시 리포트에 작품 1화의 감상을 빼곡히 적었는데, "적의 습격 신에서 사망자가 하나도 나오지 않는 것은 이상하다"는 등 전투 장면에 대한 리얼리티 모순을 비판하는 문장이 있었다고 한다.
전작인 《태양의 용자 파이버드》는 시청률은 좋았지만 완구 판매량 등의 매출에 대해서는 고전을 면치 못했기에, 제작사인 타카라사에서는 전년도보다 많은 광고비를 투자하여 《태양의 용자 파이버드》보다 높은 매출을 기대하고 있었다. 그러나 같은 해에 맞붙게 된 것은 공교롭게도 슈퍼전대 시리즈 중에서 가장 높은 매출을 기록한 《공룡전대 주레인저》였기에 이 같은 기대는 빗나가고 만다. 결국 타카라사는 큰 손실을 입게 됐다.

### 이전 두 작품과의 세계관 지속
일반적으로 용자시리즈 중에서 세계관을 공유하고 있는 작품은 《용자 엑스카이저》와 《태양의 용자 파이버드》 두 작품뿐이라고 하지만, 다음 이유에 따라 "다간도 이전 두 작품과 세계관을 공유하고 있다"는 견해가 있다.
이는 랜더즈의 일원인 드릴랜더가 공식설정에서 "존경하는 인물"로 엑스카이저에 등장하는 드릴맥스의 이름을 언급하고 있는데, 같은 세계관으로 설정되어 있는 용자 엑스카이저는 2001년, 태양의 용자 파이버드는 2010년인 데 반해 다간의 설정은 그보다 훨씬 과거인 1993년이라는 점에서 기인하고 있다.

## 등장인물

### 주인공
타카스기 세이지 (高杉 星史) - 3대 용자 영웅
호시가와 코우타(1대 용자 영웅), 카토리 유우타로(2대 용자 영웅), 센푸지 마이토(4대 용자 영웅), 토모나가 유타(5대 용자 영웅), 하라시마 타쿠야&토키무라 카즈키&스가누마 다이(6대 용자 영웅(3인 1조)), 다이도지 엔(7대 용자 영웅), 시시오 가이(8대 용자 영웅)와 함께 용자 8영웅 중 1명으로 6월 4일 유성우 현상이 있던 날 밤에 태어난 소년. 신장 155cm, 체중 47kg. 혈액형 O형. 아침에 잘 일어나지 못해 7개의 자명종을 맞춰놓아도 일어나지 못한다. 밝고 명랑한 성격이며, 지구의 의지로 용자들의 "대장"으로 선택된다. 다간과 대화를 나누는 장면이 들켜 오해를 받는 등 주위에는 재난이 끊이지 않는다. 처음엔 거의 장난삼아 대장 역할을 수행하여 대장인 자신의 판단을 용자들에게 비판받는 등, 인간으로나 정신적으로나 아직 미숙한 부분이 많다. 하지만 사명의 중요성을 깨닫고 싸움을 통해 성장해간다. 항상 용자들에게 명령할 수 있는 디렉터를 들고 다니지만, 부주의로 떨어뜨리거나 뺏겨 명령을 하지 못하게 되는 등 실수도 많다. 미도리가하마 초등학교 5학년(11화부터 6학년). 전투시에는 자신이 고른 붉은 색과 흰색 조합의 전투용 방어복으로 변신한다.

### 미도리가하마 주민
고사카 히카루 (香坂 ひかる)
세이지의 옆집에 사는 소꿉친구이자 같은 반 친구로 예쁘장한 소녀. 드센 성격의 소유자로 세이지를 폭행하는 경우도 많다. 나중에 대장의 정체를 알고 나서는 적잖이 실망하기도 하지만 용자들에게 협력하게 된다. 세이지에게 칭찬을 받으면 쑥스러워 하거나, 세이지가 다른 여자에게 반하거나 사이좋게 지내는 모습을 보면 화를 내는 등 질투도 한다. 4월 15일생, O형.
사쿠라코지 호타루 (桜小路 螢)
세이지의 같은 반 친구로 히카루보다 더 예쁘장한 소녀. 묘한 분위기를 가지고 있으며, 지구의 말을 들을 수 있다. 그 때문에 반에서는 소외된 존재. 1년에 딱 한번 성격이 반대로 바뀐다. 애초부터 세이지와 용자들의 관계를 알고 있었으며, 그렇지 않은 척하며 조언을 해주곤 한다. 종반부에 빅랜더와 함께 데붓쵸에게 납치당하는 등 관계 에피소드도 많다. 데붓쵸에게 "쥬랄딘짱"이라 불렸다. 9월 27일생, A형.
다카스기 미스즈 (高杉 美鈴)
세이지의 어머니이자 TV 아나운서. 일이 바빠 남편인 고이치로와 마찬가지로 집에 없는 때가 많다. 일 때문에 세이지를 돌봐주지 못하는 것을 미안해 하며, 어쩌다 집에 들어온 얀차를 너무 돌봐주다 세이지와 얀차 사이를 한때 나쁘게 한 적도 있다. 결혼 전 성은 사카모토(坂本). 2월 20일생, O형.
고사카 하루오 (香坂 春夫)
히카루의 아버지. 자연식 레스토랑 "쓰쿠시"를 경영하며 직접 요리하면서 일한다. 아내인 쓰쿠시에게는 대항하지 못한다. 자주 괴상한 자연식을 만들어 네모토 순사에게 먹이곤 한다. 12월 21일생, A형.
고사카 쓰쿠시 (香坂 つくし)
히카루의 어머니. 딸과 남편을 사랑하는 어머니. 늘어지는 말투로 말하지만 착실하고 꼼꼼한 성격으로 "쓰쿠시"의 실질적 주인이다. 7월 29일생, O형.
네모토 다다시 (根元 正)
세이지네 집 옆의 파출소에 근무하는 젊은 순사. 시골 고향에 어머니가 있다. 자주 "쓰쿠시"에서 괴상한 자연식을 얻어먹곤 한다. 자신의 순찰차가 다간이 된 것은 전혀 알지 못할 정도로 어수룩하며, 매번 행방불명이 되는 순찰차에 당황하면서도 순찰차가 돌아오면 안심한다. 종반부에 정체를 밝힌 다간에게 경례를 받고 그 사실을 알게 되지만 오히려 기뻐한다. 세이지의 형과 같은 존재. 11월 3일생, O형.

### 이성인
얀차 (ヤンチャー)
본명은 "얀챠란 스타렛 반나 그리시우스 재킹어 윌더 14세". 오보스가 멸망시킨 별의 왕자이자 유일한 생존자이며, 그도 별의 의지인 오린과 디렉터를 가지고 있다. 자주 "쓰쿠시"에 가서는 공짜로 밥을 얻어먹곤 한다. 가족이 있으면서도 그 사실에 전혀 행복해할 줄 모르는 세이지에게 질투에 가까운 감정을 가진 적도 있었다. 입고 있는 것 외에 달리 옷이 없어 랜드바이슨에게 "단벌신사"라는 소리를 들었다.

### GDO (지구방위기구군)
다카스기 고이치로 (高杉 光一郎)
세이지의 부친. GDO의 고관이며 계급은 대령. 평소엔 느긋한 면도 있지만 할 때는 하는 성격. 오보스 별에 "대장"과 함께 연행된 때에는 오보스 자신을 끌어내는 것에 성공한다. 처음엔 "대장"의 정체를 모르고 있었다. 8월 30일생, B형.

### 오보스 일당
레드론 (レッドロン)
오보스 일당의 간부. 오보스가 지구의 행성에너지 개방점을 탐색하기 위해 보낸 첫 번째 사자. 메카닉 매니아로서 항상 미적 감각을 따지지만 용자로봇 등은 지저분하고 조잡하다고 생각하는 경향이 있다. 연설을 좋아하며 책무 실패 때마다 부하인 학자로봇을 칼로 베어버리는 경우도 많다. 패배한 뒤 잡혀서 반신이 사이보그화되어 레드 가이스트와 함께 돌아온다. 마지막에는 세븐 체인저와 함께 자폭하여 사망한다.
데붓쵸 (デ・ブッチョ) / 단장 (団長)
오보스 일당의 간부. 평소에는 서커스단의 단장으로 위장하고 있지만 그 실체는 오보스가 지구의 생명에너지 개방점을 탐색하기 위해 보낸 제2의 사자다. 그러나, 사실은 핑키의 존재를 숨기기 위한 배경적 존재에 지나지 않았으며 간부로서도 하급이었다. 자신이 만들어낸 생체병기인 장갑 괴물을 만든다(그 생체병기에는 항상 여성의 이름을 붙인다). 혼자서 호타루를 "쥬랄딘짱(ジュラルディンちゃん)"이라는 애칭을 붙여 불렀다. 나중에는 마음을 고쳐 먹고 아군의 편으로 돌아서며, 최종화까지 세이지 일행과 함께 하였다.
레이디 핑키 (レディ・ピンキー) / 야마모토 핑크 (山本 ピンク) / 매지컬 핑키 (マジカル・ピンキー)
오보스 일당의 간부. 지구의 생명에너지 오보스가 개방점을 탐색하기 위해 보낸 제 3의 사자. 처음에는 데붓쵸에게조차 그 정체를 감추고 인형을 통해 데붓쵸에게 명령을 내리는 한편, 소녀 모습(야마모토 핑크)과 어른 모습(레이디 핑키)을 오가며 서커스 관련자로 위장하면서 "대장"의 정체를 찾아다녔다. 나중에는 폭삭 늙어 버리고 다시 젊어지기 위해 비올레체와 함께 아군의 편으로 돌아서고 덕분에 다시 젊어진 뒤 비올레체와 함께 어디론가 떠난다.
레이디 핑키의 이름은 "レディ・ピンキー"로 표기되고, 영어 레이디(lady)의 표기는 뒷부분의 장음을 포함하여 "レディー"이기 때문에 엄밀히는 "레이디"가 아니지만, 의도는 어느 정도 부합한다고 할 수 있다.
비올레체 (ビオレッツェ)
오보스 일당의 상급 간부. 오보스에게 심취한 측근으로 지구의 생명에너지 개방점을 탐색하기 위해 보내진 제 4의 사자. 고양이와 늑대로 변신이 가능하다. 주로 고양이 모습으로 "대장"의 정체를 찾아다녔다. 이야기 전반으로는 군사 감독과 같은 존재로서 레드론, 핑키 등의 작전 수행을 감시하며 실패한 부하들을 처벌하는 역할을 하고 있었으나 사실은 핑키에게 애정을 품고 그녀의 처벌을 가볍게 했다. 나중에는 늙어진 레이디 핑키를 돕기 위해 아군의 편으로 돌아서고 그녀를 다시 젊은 모습으로 고치다가 오보스에 의해 벌로 고양이형으로 고정당해 버렸다. 그 이후에 레이디 핑키와 함께 어디론가 떠난다.
시안 (シアン)
오보스의 친위대. 오보스를 보좌하는 최대의 측근으로 비올레체가 다간에게 패배하자 본격적으로 전선에 모습을 드러냈다. 평소에는 UFO의 모습을 하고 있지만 전투 중에는 거대한 용의 형태로 모습을 바꾼다. 매우 강대한 힘을 가지고 있으며, GX 버스터도 튕겨낼 정도이다. 그러나 마지막에는 다간을 붙잡고 있다가 그가 레전드 모드를 개방하자 그로 인해 사망한다.
오보스 (オーボス)
오보스 일당의 수령. 그 정체는 아무도 모르지만, 그 실체는 기계화된 오보스성(星) 그 자체이다. 에덴 우주와 메두사 우주 등을 침략해 멸망시켰으며, 멸망시킨 우주를 포함해 그 모든 우주는 그가 창조해서 지배하는 것. 우주를 창조하고 파괴하는 것이 집 짓기 놀이에 지나지 않는다고도 한다. 사이보그화된 레드론을 중용하는 것에 불신감을 느낀 비올레체가 그 정체를 알고 나서 배반하는 등 부하에게 믿음이 두텁지는 않다. 전설의 힘에 의한 죽음을 바라지만 고의적인 침략을 반복하고 있다. 마지막에는 전설에 힘이 발동한 다간과 세이지에 의해 "이제야 죽게 되었구나"라는 유언을 남기고 사망한다.
※적 이름은 색에서 유래한 것이 많다.

## 등장인물 및 메카
주요 특징
이번 작품에서는, 용사들은 모두 자기 고향별이 만들어낸 방위 프로그램이며(넓게 해석하면 생체로봇과 같은 개념이다), 부활을 위해서는 용자의 돌이 깃들 물체 등의 조건이 어느 정도 갖춰져야 한다는 설정이다(작중에서 다간이 돌이 발견되었으나 부활하지 못했다는 이야기를 한다).
그 때문에 이번 작품에서는 시리즈 최초로 각 용자 및 적 로봇의 계통화가 이루어졌다. 용자측은 각 팀 내의 기체가 통일화되고, 동시에 적도 간부별 취향과 개성에 따라 다르게 구성되었다.
- 용자 기체 목록

- 다간 (다간 X/그레이트 다간 GX) = 지대공, 공대공 동시대응형.
- 세이버즈 (스카이·페가서스 세이버) = 스카이·고속 공중전투형. 페가서스·반지대공 공대공 동시대응형.
- 랜더즈 (랜드 바이슨) = 육상기동형.
- 세븐 체인저 = 육해공대응형.

- 간부별 로봇계통

- 레드론 = 군대를 모티브로 한 정통파 로봇.
- 데붓쵸 = 유전자조작 등으로 만든 동식물계통 생체로봇.
- 레이디 핑키 = 여성형 로봇.
- 비올레체 = 보석형 로봇.

다간 용자들은 엄밀히는 로봇이 아닌 지구출신의 생명체이며, 육체가 존재하지 않기 때문에 기계 또는 자연물과 융합한 것이다.
탄생시에는 용자라는 통칭은 없었고, 긴 세월을 거치며 자신들을 설명하는 단어로 용자를 선택했다고 한다. 세븐체인저의 경우는 와일더별의 이름을 번역한 것이다.

### 전설의 용자
약 45억 년 전에 지구의 의사(意思)인 오린에 의해 지구와 그에 속한 모든 생명체를 지키기 위해 만들어진 방어 및 방위 시스템이다. 지구가 위험에 처했을 때 오린이 선택한 인간의 명령을 받게 된다. 평소에는 용자의 돌이라 불리는 광석의 모습으로 각지에 잠들어있다.
전체적인 통칭은 가지지 않지만(일부 매체에서는 "지구경찰대"로 호칭한다), 구조적 리더인 다간과, 세이버즈, 랜더즈 등으로 항공방위전력대·육상방위전력대로 갈린다.
전체 용자는 "트랙션 빔"이라는 기술을 가지고 있으며, 이 기술로 갈라진 대륙을 다시 연결시키는 것이 가능하다. 또한 합체후의 용자 단체공격으로 다간X, 스카이세이버, 랜드바이슨이 고속회전하며 적을 들이받는 "포메이션 어택"이라는 기술 또한 존재한다. 그레이트 다간 GX, 페가서스 세이버, 랜드바이슨의 조합으로는 "트리플 포메이션"이라 불린다.

### 리더
다간
람보르기니 디아블로형의 순찰차에서 변신. 주인공의 고향이자 작품중 최후 개방점인 미도리가하마시의 엄광사(嚴光寺) 불상 이마에서 용자의 돌로 잠들어 있었다.
평소에는 네모토 순사가 근무하는 파출소의 순찰차 모습으로 대기한다. 성실한 성격으로 취미는 일광욕. 세이지는 그대로 "세이지"라고 부른다.
- 데이터

- 전장 10.0m
- 중량 13.5t
- 주행속도 150.5km/h
- 점프력 60.2m
- 최대출력 125000마력

- 무기

- 다간 매그넘 : 오른쪽 다리에 수납되어 있는 광선총
- 다간 네이팜 : 오른쪽 가슴에 발사되는 미사일
- 다간 봄버 : 어깨에 부착된 타이어를 적에게 날린다.
- 다간 레리언드 : 패트룰카 형태에서 팔만 변형

#### 전속 서포트기
어스 파이터
지구방위기구군의 최신시험작형 전투기에 다간의 에너지를 받은 서포트 메카. 다간과 연결합체하여 고속이동이 가능하다. 주로 대장 개인비행 등에 사용한다.
- 데이터

- 전장 25.0m
- 중량 19.2t
- 최대비행속도 M3.5

어스라이너
신칸센 300계 전동차에 다간의 에너지를 받은 서포트 메카. 빔으로 된 레일로 이동한다. 별명은 ‘바다를 달리는 신칸센’.
- 데이터

- 전장 44.0m
- 중량 33.6t
- 최대속도 650.0km/h

다간 제트
다간, 어스파이터, 어스라이너가 합체한 중형 전투기. 대장과 그 외를 동반하고 해외 등 장거리 이동용으로 사용한다.
- 데이터

- 전장 49.5m
- 중량 66.3t
- 최대비행속도 M4.5

#### 전설의 용자
다간 X
다간, 어스파이터, 어스라이너가 지구합체 탄생하는 거대 로봇. 어스파이터가 상반신, 어스라이너가 하반신, 다간이 복부를 구성한다. 필살기가 다양하며, 사용 빈도가 많은 것을 아래에 기재한다. 완구 CM에서는 "지구합체 다간 X"로 나와있었다(극중에서 딱 한번 "지구합체 다간 X"라고 외친 적이 있다).
- 데이터

- 전장 22.5m
- 중량 66.3t
- 주행 속도 165.0km/h
- 점프력 250.8m
- 최대출력 405000마력

- 무기

- 다간 블레이드:왼쪽 허리에 수납 되어있는 다간 X가 주로 사용하는 무기. 일자가르기와 십자가르기의 두가지 필살기를 사용한다.
- 어스 캐논: 다간 X의 또하나의 무기. 양다리에 부착된 파츠를 합쳐 발사하는 캐논포. 위력은 준 필살기 급.
- 어스 발칸: 손을 어스 파이터의 캐논으로 바꾸어 발사하는 발칸포.
- 어스 글레이저: 가슴에서 발사하는 빔.

- 기술

- 어스 펀치
- 어스 킥
- 다간 블레이드 일자가르기
- 다간 블레이드 십자가르기
- 브레스트 어스 버스터: 다간 X의 필살기. 체네의 모든 에너지를 가슴의 입자포를 통해 전부 적에게 방출하는 것으로 위력은 대기권을 뚫을 정도이지만 에너지 소모가 극심하다. 그러나 나중에는 자주 사용되는 필살기.
- 브레스트 어스 플래시: 브레스트 어스 버스터의 에너지를 여러 개의 파편으로 나누어 발사하는 기술. 한번에 여러 명의 적을 사용할 때 유용함.
- 브레스트 프리징 어택: 브레스트 어스 버스터의 또 다른 형태로 냉기를 사용하는 기술이다. 이기술을 시전할때는 다간X가 에네르기 반전이란 구호를 외친뒤 브레이트 프리징 발사라는 구호를 외치며 그와 동시에 가슴의 입자포에서 냉기를 모은 뒤 주위에 적들을 단번에 얼려버린다. 스카이 세이버의 세이버 블리자드보다 훨씬 강력한 냉각기술이며 극중에선 15화에 딱 한번 사용되었던 기술이다.
- 블리자드 스톰 디펜스

### 세이버즈
비행메카에 깃든 하늘의 용자들. 모두 매우 예의 바른 성격을 가지고 있다. 랜더즈가 반대하는 가운데, 자신들을 한번 죽였던 세븐체인저의 협력에 긍정적인 모습을 보이는 등 일의 사사로운 감정은 가지지 않는 주의이다. 세이지를 "캡틴"이라고 부른다. 정규 리더는 점보세이버이나, 초기 설정의 혼란 때문에 자료에 따라 점보세이버가 리더였다가 제트세이버가 리더였다가 한다.
비행기 멤버로 이루어진 점에서 한국어 번역명은 세이버 편대(編隊).
점보 세이버
세이버즈의 리더. 점보 제트기에서 변신. 일본으로 운송된 고대 이집트 미라 관에 숨겨져 있었다. 깃든 기체는 그 운송으로 사용되고 있던 것이다. 곧고 바른 성격이며, 두 번째로 부활했다. 하늘을 너무 사랑하는 나머지 "하늘의 참견꾼"으로 불리는 경우도.
- 데이터

- 전장 12.5m
- 중량 42.0t
- 주행속도 160.0km/h
- 점프력 280.8m
- 최대출력 112000마력

- 무기

- 점보 애로우

- 기술

- 점보 토네이도

- 비행기 모드

- 전장 58.6m
- 최고비행속도 M3.2

- 무기

- 점보 발칸

셔틀 세이버
우주왕복선에서 변신. 지구가 아닌 달에서 잠들어 있었으나, 인간의 손으로 달에서 광석과 함께 실려오는 것을 우주선째로 레드론에게 빼앗긴다. 깃든 기체는 이때 운송에 사용된 것이다. 세 번째로 부활했으며, 평소에는 위성궤도상에서 지구를 지켜보며 "우주의 청소부"로서 불필요한 위성 정리를 하고 있다.
- 데이터

- 전장 10.3m
- 중량 32.9t
- 주행속도 180.6km/h
- 점프력 305.0m
- 최대출력 145000마력

- 무기

- 셔틀 블래스트
- 셔틀 플래셔

제트 세이버
제트 전투기(F-14)에서 변신. 남극의 빙하속에 묻혀있던 용자의 돌을 남극 발굴원이 발견한다. 깃든 기체는 남극에서 비행기 수집을 하고 있던 레드론 콜렉션 중 하나이다. 네 번째로 부활했으며, 군대식 경어체로 말한다. 군용기였기 때문에 영공침범으로 오해받는 경우가 많다. 덕에 각국 공군에서 "영공침범의 왕자"라는 별명이 붙게 되었다.
- 데이터

- 전장 10.2m
- 중량 18.5t
- 주행속도 180.6km/h
- 점프력 390.6m
- 최대출력 103000마력

- 무기

- 제트 블레이드
- 제트 디스포저
- 제트 실드

- 전투기 모드

- 전장 18.6m
- 최대비행속도 M5.0

#### 하늘의 용자
스카이 세이버
제트 세이버가 머리, 가슴, 어깨, 팔, 점보 세이버가 몸통과 대퇴부, 셔틀 세이버가 다리가 되어 3체 합체 한 용자. 제트세이버가 인격을 담당한다. 주로 전투시에는 공중전으로 특기이며 스피드로 적을 제압하지만 약점은 파워가 부족하다. 세븐체인저에게 격파되어 한때 완전히 정지상태였다가 후에 부활한다.
- 데이터

- 전장 23.2m
- 중량 93.4t
- 점프력 1030m
- 주행속도 280.5km/h
- 최대비행속도 M15.0

- 무기

- 세이버 대거
- 세이버 블래스터
- 세이버 윙커터
- 세이버 부메랑
- 세이버 브레이커
- 세이버 미사일
- 세이버 블리자드

### 랜더즈
육상주행형 차량에 깃든 거친 성격의 대지 용자들. 세이지를 “대장”이라고 부른다. 기본적으로 비행 능력은 없지만 바다 위를 달릴 수 있다.
한국어판에서는 주로 ‘랜더부대’로 불렸다.
빅 랜더
트레일러에서 변신. 랜더즈의 리더. 거칠고 예스러운 말투를 사용하지만 따뜻한 마음씨의 소유자. 강력한 힘을 가지고 있다. 개방점인 오스트레일리아 지하 동굴 속에서 잠들어있었다. 깃든 기체는 토목공사 회사의 대형운송 트레일러이며, 드릴랜더의 기체를 태우고 있었다. 다섯 번째로 부활. 평소에는 다른 멤버를 태우고 이동하고 있다.
- 데이터

- 전장 12.1m
- 중량 45.0t
- 주행속도 150.0 km/h
- 점프력 54.5m

- 무기

- 스파이크 슈트
- 빅 래리엇

- 트레일러 모드

- 전장 8.5m
- 전장 (트레일러 견인 포함) 22.0m
- 최고속도 280.5km/h

드릴 랜더
드릴 채굴기에서 변신. 멤버중에서도 말수는 적은 편. 한번 받은 명령은 충실히 수행한다. 빅랜더와 마찬가지로 오스트레일리아 지하 동굴에서 잠들어 있었다. 깃든 기체는 외국 토목공사회사의 드릴채굴기. 여섯 번째로 부활. 땅 안에 있는 것을 더 좋아하지만, 잘못 움직이면 수도관 등이 파열되어 큰 사건으로 이어지기 때문에 평소에는 빅랜더의 차고 안에서 대기한다.
- 데이터

- 전장 9.0m (드릴 비포함)
- 중량 30.5t

- 드릴 모드

- 전장 8.1m
- 최대속도 76.5km/h

마하 랜더
노란 색의 F1 경주용 차에서 변신. 일찍이 세상을 구했다고 전해지는 용사 가문의 가보로 전해 내려오던 태블릿에 있는 돌 중 하나로 잠들어있었다. 터보랜더와 동시에 부활했기 때문에 일곱 번째 부활인지 여덟 번째 부활인지는 불명확하다. 경주용 차에 깃든 탓에 제대로 정비된 길에서밖에 달리지 못하기 때문에 평소에는 빅랜더의 차고에서 대기한다.
- 무기

- 마하 라이플 (1억도의 열선을 뿜는 총)

- 기술

- 윙 커터
- 마하 래리엇

- 레이스카 모드

- 전장 4.3m
- 최대속도 610.0km/h

터보 랜더
붉은 스포츠카에서 변신. 마하랜더와 함께 헨리가 가보 태블릿 속의 돌로 잠들어 있었다. 헨리가의 딸 줄리아의 애차에 깃들었다. 마하랜더와 동시에 부활했기 때문에 일곱 번째인지 여덟 번째인지 그 부활 순서는 불명확하다. 기체의 문제나 주행 장소의 제약은 없지만 다른 멤버들이 워낙 제한되어 있어서 같이 평소에는 빅랜더의 차고 안에서 대기한다.
- 데이터

- 전장 10.0m
- 중량 18.5t

- 기술

- 스파이크 슈트
- 터보 스파이크

- 레이스카 모드

- 전장 4.7m
- 최대속도 225.0Km/h

#### 대지의 용자
랜드 바이슨
빅랜더가 다리, 드릴랜더가 팔, 마하랜더가 허리, 터보랜더가 머리와 흉부가 되어 4단 합체한 모습. 다리가 구속되었을 때 다리 부분인 빅랜더만을 남기고 나머지는 작전을 수행한다는 묘사가 있었는데, 빅랜더는 구속된 채로 다시 인간형으로 변신할 수 있는 능력이 있는 것으로 보인다.
비행 능력이 없기 때문에 필요할 경우에는 페가서스 세이버가 들어주는 형식으로 이동한다. 또한 기본적으로 용자 시리즈에 등장하는 합체로봇은 머리부분을 구성하는 로봇의 목소리가 합체후의 목소리(곧 의식)가 되는 경우가 일반적인데, 랜드바이슨은 다리 부분을 구성하는 리더 빅랜더의 목소리가 합체후 목소리(의식)를 담당하는 보기드문 케이스이다.
이번 작품에서는 이미 비행 능력을 가지고 있는 스카이세이버가 추가 비행합체가 되는 바람에 랜드바이슨은 끝까지 비행 능력을 얻지 못했다. (파이버드 등에서는 비행 능력이 있는 멤버가 추가되며 비행 능력을 얻곤 했다.)
- 데이터

- 전장 24.0m
- 중량 109.5t
- 주행속도 220.5km/h
- 점프력 190.0m
- 최대출력 552000마력

- 무기

- 랜드 캐넌
- 바이슨 실드

- 기술

- 랜드 블로어
- 랜드 컨버터
- 랜드 펀치
- 랜드 킥
- 랜드 크래셔
- 랜드 러쉬

### 태고의 용자
다간을 비롯한 8명의 용자들보다 훨씬 이전부터 지구상에 존재했던 용자들. 태고부터 하늘과 대지를 지키며 상황에 따라 세이지(오린이 선택한 자)에 의지하지 않은 자체 부활이 가능하다. 가온은 다간X와 합체하여 그레이트 다간 GX로, 호크 세이버는 세이버즈와 함께 페가서스 세이버로 합체할 수 있다.
하늘의 생물을 대표하는 호크 세이버는 세이버즈로 분류되지만, 존재 자체는 기존 세이버즈와 약간 다르다. 합체 후에도 이전 합체에 해당하는 스카이 세이버의 변신 패턴이 거의 사용되지 않기 때문에 거의 다른 계열로 취급되고 있다. 호크 세이버와 가온 모두 용자의 돌 모습은 확인된 바 없으며, 부활시에 다른 기계에 깃든 것이 아니며 각자 자연물(동물)에 해당하는 모습을 취하고 있다.
호크 세이버
태고의 하늘을 지키던 용자. 행성에너지를 받은 새 모양의 돌에서 깨어났다. 하늘과 세이버즈의 위험을 느끼고 세이지와 호타루에게 새의 화신을 보내어, 개방점인 티베트의 빛의 동굴로 유도했다. 대자연을 사랑하며 꽤나 자유분방한 성격이지만 하늘을 더럽히면 사나운 매처럼 분노한다. 아홉 번째로 부활했다. 평소엔 날개가 달린 동물들의 대장으로서 하늘의 새들을 지켜준다. 다른 세이버즈와는 달리 세이지를 그냥 "대장"이라고 부른다. 별명은 "악과 싸우는 철새".
- 데이터

- 전장 12.5m
- 중량 29.9t
- 점프력 450.0m
- 주행속도 290.3km/h
- 최대출력 135000마력

- 무기

- 호크 앵커
- 호크 다트

- 기술

- 호크 기믈렛
- 호크 볼텍스

- 애니멀 모드

- 전장 8.0m
- 최대비행속도 M4.5

가온
대지에 사는 동물들의 대표로서 태고의 지구를 지키고 있던 존재. 킬리만자로 꼭대기에 잠들어있던 얼음의 사자에서 변신했다. 개방되고 만 아프리카 개방점을 목숨을 걸고 지키려는 다간과, 모든 생명을 지키고자 했던 세이지의 의지에 부활했다. 말이 짧으며, 아프리카 원주민과 같은 말투를 쓴다. 다간과 목소리가 같지만, 다른 개체이다(1호 로봇과 2호 로봇을 각각 독립된 존재로 설정한 것은 시리즈 최초이다). 열 번째로 부활했다. 매우 순종적인 성격. 평소에는 세이지가 사는 마을 근해 바다 밑에서 대기한다. 세이지는 "추장"이라고 부른다. 다간에 비해 더 강력한 파괴력을 갖고 있다. 또한 다간X가 아프리카의 대지를 이으는 중이라 활약을 못하고 아프리카의 대지를 갈라진 틈을 매꾸는 중인 25화에서 29화까지는 세이지와 호흡을 맞추며 세컨드주역메카로 활발히 활동했으나 29화에서 다간X와 합체해 그레이트 다간 GX가 된 이후로는 대사도 딱 2번만 나오고 다른 용자물의 2기 용자나 여타의 2기 용자급의 로봇물보다도 훨씬 심하게 합체부품으로 전락한 용자가 된다. 또한 다른 용자물과 2기 용자급의 여타의 로봇물들과는 달리 마스크(페이스가드)가 없어 맨얼굴을 드러내고 합체 형태가 아닌 변신 형태만 존재하며 그레이트 다간 GX로 합체시에도 다른 2기 용자들이나 여타의 2기 용자급의 로봇물과 달리 자신이 부품으로 분해됐을 때 자신의 부품 파츠가 1기 용자나 1기 용자급의 로봇물에 따라가서 합체하는 형식이 아닌 자신의 부품 파츠가 오히려 제자리에서 대기하고 1기 용자인 다간X가 따라가서 합체하는 독특하고 차별화된 합체 방식을 취한다.
- 데이터

- 전장 21.m
- 중량 58.0t
- 주행속도 200.6km/h
- 점프력 350.0m
- 최대출력 550000마력

- 무기

- 가온 토마호크 : 가온의 주된 필살무기로 아메리카 인디언의 주무기인 토마호크와 유사하다. 던지는 공격이 가능
- 가온 스플릿 : 가슴에 달린 G버드의 날개를 던지는 부메랑
- 가온 배쉬 : 팔에서 장착된 갈퀴로 앵커식으로 발사
- 가온 배리스터 : 양 어깨에서 달린 미사일
- G발칸 : 오른쪽 다리에 수납되어 있는 발칸포로 연사가 가능
- G캐논 : 왼쪽 다리에 수납되어 있는 캐논포, 일격필살의 무기

- 애니멀 모드

- 전장 14.5m
- 주행속도 380.0km/h

- 기술

- 가온 배리스터
- 가온 선더

##### 태고와 현재의 용자
페가서스 세이버
호크 세이버를 모체로 각 멤버가 팔과 다리 부분을 구성되어 스카이 세이버(제트세이버+점보세이버+셔틀세이버)와 용자 시리즈 중 유일한 반인반수형 4체 합체한 용자. 인격은 호크세이버로 담당하며 스카이세이버에 비해 파워, 스피드 모든 면에서 파워업했다. 시리즈 전체로 보았을 때, 멤버 추가로 인한 파워업 합체임에도 이전 합체시의 변신 패턴이 거의 사용되지 않는 특이한 케이스. 소설에서는 등장하지 않는다.
- 데이터
  - 전장 25.5m
  - 중량 122.4t
  - 점프력 1200.0m
  - 주행 속도 650.0km/h
  - 최대비행속도 M23.5

- 무기
  - 세이버 애로우

- 기술
  - 세이버 템페스트
  - 세이버 디스퍼스
  - 세이버 블래스터
  - 세이버 레이저
  - 세이버 스톰

그레이트 다간 GX -
다간x와 가온이 전설합체하여 탄생하는 최강의 용자
합체 방식은 가온이 상하체 분리가 되어 하반신은 다리와 발이 변형하고, 상반신은 몸통 하나로 다른 변형하는 데 몸은 아래로 빼서 g버드의 날개를 넣어 등이 되고, 가온의 팔과 어깨에 장착한 미사일 포트는 어깨가 되고 사자머리는 가슴장식이 되면 다른 상체가 변형한다. 다간 x 중심으로 하반신은 변형된 하체는 합체하여 다리가 강화가 되고, 상반신은 변형된 상체로 합체하여 등, 어깨, 가슴 등을 강화된다. 가슴은 가온머리로 장착하고, 머리는 다간 x 머리 대신해서 새로운 머리로 나오면 "전설합체 그레이트 다간GX" 완성된다.
1대 빛의 사자왕 그레이트 엑스카이저에 이은 2대 빛의 사자왕. 그레이트 합체용자로서는 처음으로 사격장착을 기본으로 달고 있는 점이 특징이라 할 수 있다. 마무리 기술로 자주 사용되는 무기인 GX 버스터는 가온도 합체없이 사용할 수 있지만, 반동을 버틸 수가 없다. 1대 빛의 사자왕 그레이트 엑스카이저, 3대 빛의 사자왕 그레이트 골드란, 4대 빛의 사자왕 가오가이가 시리즈(가오가이가, 스타 가오가이가, 가오파이가, 제네식 가오가이가)와 함께 빛의 4사자왕 중의 하나.
최종 결전에는 강화된 렛드 카이스트에 의해서 공격을 받아 모든 무장 장비를 엉망진창이 되고, 시안에 의해서 온몸으로 둘러싸여 고문을 받아 그레이트 다간 GX의 마스크가 파괴되어 얼굴과 입이 노출되어 있다.
- 데이터
  - 전장 27.2m (안테나 비포함)
  - 중량 124.3t
  - 주행속도 180.6km/h
  - 점프력 300.0m(지면에 따라서는 400.3m도 가능)
  - 최대비행속도 M10.5
  - 최대출력 1200000마력

- 무기
  - 다간 블레이드 : 왼쪽 허리에 수납 되어있는 필살검
  - 그레이트 바리스터 : 양 어깨의 미사일 포트로부터 발사되는 대형 미사일
  - 그레이트 블래스터 : 가슴에 달린 가온의 입에서 발사되는 강력한 화염
  - 그레이트 봄버 : 양 손목에서 발사되는 강력한 빔
  - G 캐논 : 가온의 그것을 계승하여 사용 가능
  - G 발칸 : 역시 동일하게 사용가능
  - GX 버스터 : 그레이트 다간 GX의 필살무기. G 캐논과 G 발칸을 앞, 뒤로 하여 연결한 뒤, G 버드를 합체시켜 완성하는 무기로, 위력은 적의 전함을 단숨에 격추할 정도.
    - GX 버스터 발칸 : GX 버스터에서 G 발칸을 앞에, G 캐논을 뒤로 하여 완성하는 무기

다간 GX
최종 결전에서 발동한 전설의 힘과 모든 용사의 돌이 집결한 황금의 그레이트 또는 레전드 다간의 최강의 형태. 레전드 모드 발동시 가온파츠 파괴되면서 시안은 소멸되고, 레전드 다간 모습은 머리는 그레이트 다간 상태인데 마스크가 없으며 가슴은 가온머리로 되어있고 왼손에는 G캐논과 오른손은 G발칸으로 되어있다.

### 이성(異星)의 용자
용자, 즉 별을 지키는 자들은 은하의 모든 별에 존재한다. 하지만 극중에 등장한 것은 와일더별 용자였던 세븐체인저 뿐이다.
세븐체인저
인간형, 전투기, 잠수함, 트레일러, 탱크, 재규어, 독수리의 7가지 변신이 가능하다. 오보스가 멸한 수많은 별 중 하나인 와일더별의 용자였으나, 각성 시기가 늦어 별을 구하지는 못하고 소멸 직전에 얀차를 구해 탈출했다. 후에 오보스군에 가담하는 척 하여 왕자를 보호하며 내정을 살피고 있었다.
우주 공간에서는 주로 잠수함 모습을 하고 있다. 트레일러 형태는 지구에 오고부터 새로이 추가된 7 번째 변신이다. 등장시에는 반(半) 제3자 같은 입장을 취하고 있었다. 이미 어느 정도 부상을 입고 있었다고는 하나 스카이 세이버를 단 한방에 파괴해버린 적이 있다. 시리즈 사상 첫 라이벌 용자.
2단 이상의 다단 변신 기능을 가진 첫 용자이며, 닌자계열 용자의 원조가 된다. 또한, 이는 완구로도 재현이 가능하다.
- 데이터
  - 전장 25.5m
  - 중량 75.0t
  - 최고속도 350.0km/h
  - 점프력 250.5m
  - 최대출력 754000마력

- 무기
  - 체인저 슈베르트
  - 체인저 블레셴
  - 체인저 메서
  - 체인저 벨퍼
  - 체인저 츠니겐
  - 체인저 캐노네
  - 체인저 라케텐

### 오보스 군
오보스의 명령에 따라 수많은 별을 침략한다. 침략은 기본적으로 오보스의 주관 하에 이루어지기 때문에, 직접적인 부하는 의외로 적다.
확인된 것으로는, 친위대 시안, 측근 비올레체, 전투부대대장 레드론, 전투 및 공작부대 지휘관 레이디 핑키, 동부대 분대장 데붓쵸(레이디 핑키의 부하)가 있다. 비올레체의 대사에 따르면, 실행부대는 이 외에도 있으며, 레드론은 하위 전투집단의 지휘관에 지나지 않는다고 한다.
레드론
레드론이 모은 수집품이 주요 병기. 곳곳에 붉은 색이 칠해져 있는 것이 특징.
리켄α
정찰용 로봇이며, 원반형으로도 변신 가능하다. 같은 계열 기체로 리켄β가 있다.
레드론 아이
레드론이 지구의 개방점을 찾기 위해 세계 각지에 뿌린 탐사장치로서, 렛드론 자신은 정보를 받지 못했지만 후에 비올레체가 회수하여 정보를 수집했다.
에벤브로이
레드론이 조종하는 로봇. 붉은 체구와 거대한 망토가 특징이며, 검과 방패를 무기로 다간X와 호각을 다투었다. 초록색 체구의 양산형도 존재하며, 머신건을 무기로 다간과 싸웠다.
레드 론
레드론의 기함(旗艦). 매우 거대한 로봇으로 변신이 가능하다. 합체방해술에 사용되었지만, 세이지의 기지로 완패. 완전히 파괴된다.
레드 가이스트
후반부에 레드론이 사용하는 고성능 로봇으로 서양식 용 모습으로 변신 가능하다. 40화에서 오보스가 강화해 주지만, 강화전에도 다간 용자들을 상대로 우위를 점할 정도로 뛰어난 성능을 가지고 있다. 레드 라이플 외의 무기는 최종결전에서만 사용된다.
완구는 《싸워라! 초로봇 생명체 트랜스포머 V》의 데스자라스의 색을 바꾼 것이며, 트랜스포머에서 들어온 아이템으로서는 처음으로 상품화되었다.
- 데이터
  - 전장 30m

- 무기
  - 레드 소드
  - 레드 라이플
  - 레드 실드
  - 레드 해머
  - 레드 미사일

장갑수(装甲獣)
데붓쵸가 창조한, 기계와 생물의 중간 병기. 지구의 여성 이름을 지어주곤 한다.
- 조안나
- 미서리
- 마리 앙트와네트
- 플로라

킬러 돌
핑키가 조종하는 인형 모양의 로봇. 여성형이 많다. 이름은 브랜드 메이커와 유사한 명칭이 주류를 이룬다.
- 샤넬룬 No.1~3
- V·비통
- 쥬반시
- 고르제스

거대한 머리와 양팔을 가지고 있는 킬러돌. 공중을 자유롭게 날아다니며 레이저 등의 무기로 공격한다. 본체인 머리 부분에 있는 머리카락과 같은 와이어로 다간 용자들을 포박하여 자폭하려고 했다.
쥬엘아머
비올레체가 조종하는 크리스털 모양의 전투병기
- 머스탱 VX
- 조인더 MF

## 행성에너지와 개방점
혹성이 가진 에너지, 이것을 극중에서는 행성에너지(플래닛 에너지)라고 호칭하며, 이것이 오보스군이 여러 혹성을 침공하는 최대의 목적이다.
이 행성에너지가 분출되는 지점이 개방점이다. 이 개방점은 한 혹성에 다섯 군데가 존재하며, 하나라도 개방되었을 시에는 행성에너지의 활성화에 따라 지각 변동이나 화산활성화 등의 천재지변이 발생하고, 생명이나 혹성 자체에 큰 손상을 입히게 된다. 그리고 모든 개방점이 개방되었을 경우에는, 혹성 자체가 에너지를 뿜어내는 불바다가 되어 혹성에 사는 생명은 모두 죽게 된다. 오보스군은 그렇게 개방된 행성에너지를 흡수해왔다.
극중에서는 아래의 다섯 군데가 개방점으로 확인되었다.
1. 아프리카 (케냐, 탄자니아 부근)
2. 티베트 (빛의 동굴)
3. 남미 (아마존강 유역)
4. 오스트레일리아 (울루루 지하)
5. 미도리가하마 (주인공이 사는 마을)

## 주제가
오프닝
《바람의 미래로》 (風の未来へ)
엔딩
《할렐루야·파파이야》 (ハレルヤ・パパイヤ)（1 ~ 45화）
삽입곡
《LOVE EARTH》
《전설의 용자 ~ 마음은 하나 ~》 (伝説の勇者～心はひとつ～)
※ 이 합창 버전은 사운드 트랙 음반에 수록되어 있으나, 최종회에 사용된 것과는 파트가 다르다.
주제곡
《그레이트 다간》(KBS판)
작사: 이종명/작곡: 마상원/노래: 김태연
《전설의 용사 다간》(SBS판)
작사/작곡: 이장현/노래: 남궁만

## 목소리 출연

### 원판
- 다카스기 세이지 - 마츠모토 리카
- 고사카 히카루 - 사유리
- 사쿠라코지 호타루 - 시라토리 유리
- 다카스기 미스즈 - 이가라시 레이
- 고사카 하루오, 마하 랜더 - 가와이 요시오
- 고사카 쓰쿠시 - 사사키 유코
- 네모토 다다시, 빅 랜더, 랜드 바이슨 - 시마다 빈
- 얀챠 - 다카노 우라라
- 다카스기 고이치로 - 기시노 가즈히코
- 오보스 - 지바 시게루
- 렛드론, 셔틀 세이버 - 사와키 이쿠야
- 데붓쵸 - 시오야 고조
- 레이디 핑키 / 야마모토 핑크 / 매지컬 핑키 - 토마 유미
- 비올레체, 터보 랜더 - 야나다 키요유키
- 시안 - 사사오카 시게조
- 다간, 가온 - 하야미 쇼
- 제트 세이버, 스카이 세이버 - 다카미야 슌스케
- 점보 세이버- 호시노 미쓰아키
- 드릴 랜더 - 마키시마 나오키
- 호크 세이버, 페가서스 세이버 - 칸나 노부토시
- 세븐 체인저 - 코야스 타케히토

### VIDEO1994년
- 강수진 - 장민호 (다카스기 세이지)
- 이재용 - 다간, 비올레체
- 한호웅 - 점보세이버, 장강진 대령, 시안
- 김준 - 세븐체인저, 조경사, 오보스
- 조동희 - 렛드론, 쿨리(붓쵸)
- 조진숙 - 민희경, 응석
- 김수경 - 윤소영

### KBS1996~1997년
- 박영남 - 강철 (다카스기 세이지)
- 이정구 - 다간, 정세일 대령 (고죠 대령)
- 장정진 - 렛드론 (초반), 조만석 경사 (네모토 다다시), 비올레체, 마하 랜더 (후반)
- 이현선 - 유혜리 (고사카 히카루)
- 김은아 - 윤지혜 (사쿠라코지 호타루), 레이디 핑키, 송지연 (야마모토 핑크)
- 유남희 - 철이 엄마 (다카스기 미스즈), 아레스 (얀차)
- 이진화 - 혜리 엄마 (고사카 쓰쿠시)
- 문관일 - 렛드론 (후반), 자크 (데붓쵸), 카옹 (가온), 제트 세이버, 드릴 랜더, 호크 세이버
- 서광재 - 혜리 아빠 (고사카 하루오), 점보 세이버 (후반), 스카이 세이버 (후반), 페가서스 세이버, 마하 랜더 (초반)
- 안종익 - 강준구 대령 (다카스기 고이치로), 세븐 체인저, 점보 세이버 (초반), 스카이 세이버 (초반), 빅 랜더 (초반), 랜드 바이슨 (초반), 터보 랜더, 셔틀 세이버
- 온영삼 - 빅 랜더 (중반 이후), 랜드 바이슨 (중반 이후)

### SBS1998년
- 손정아 - 김준영 (다카스기 세이지)
- 장정진 - 다간
- 정미숙 - 김가영 (고사카 히카루)
- 장혜선 - 송수민 (사쿠라코지 호타루)
- 정옥주 - 레이디 핑키, 핑크 (야마모토 핑크)
- 강구한 - 렛드론
- 최성우 - 준영 엄마 (다카스기 미스즈)
- 김규식 - 준영 아빠 (다카스기 고이치로)
- 지미애 - 가영 엄마 (고사카 쓰쿠시)
- 윤기황 - 오경사
- 서광재 - 가영 아빠
- 구자형 - 비올레체
- 도용구
- 한상덕
- 한상혁
- 장승길
- 장호비

## 방영 목록
| 회차       | 주제                   |
| ---------- | ---------------------- |
| 1화        | 탄생! 전설의 용사 다간 |
| 2화        | 로봇군단의 역습        |
| 3화        | 무적의 용사들          |
| 4화        | 남극기지의 위기        |
| 5화        | 의문의 소녀            |
| 6화        | 마지막 용사의 돌       |
| 7화        | 출격! 렛드론           |
| 8화        | 위기의 남태평양        |
| 9화        | 렛드론의 선물          |
| 10화       | 합체 방해작전          |
| 11화       | 우주식물의 습격        |
| 12화       | 거리의 스파이          |
| 13화       | 소풍가서 생긴일        |
| 14화       | 데이트 소동            |
| 15화       | 어둠속의 고양이        |
| 16화       | 다이덱터를 찿아라      |
| 17화       | 춤추는 스파이 인형     |
| 18화       | 갈라진 대륙            |
| 19화       | 킬리만자로의 용사      |
| 20화       | 봉쇄된 마을            |
| 21화       | 대장의 정체            |
| 22화       | 내 친구는 외계인?      |
| 23화       | 다간의 부활            |
| 24화       | 수수께끼의 소년        |
| 25화       | 또하나의 대장          |
| 26화       | 렛드론의 역습          |
| 27화       | 유적을 지켜라          |
| 28화       | 스파이의 정체          |
| 29화       | 지구의 노래            |
| 30화       | 숨겨진 전설            |
| 31화       | 우리들의 별            |
| 32화       | 렛드 가이스트와의 대결 |
| 33화       | 빼앗긴 빅랜더          |
| 34화       | 밀림의 재회            |
| 35화       | 다가오는 오보스의 별   |
| 36화       | 나타난 전설의 힘       |
| 37화       | 잃어버린 용기          |
| 38화       | 필사의 구출작전        |
| 39화       | 절대절명의 위기        |
| 최종화(40) | 새로운 미래로          |